# Antonina Milioukova
Antonina Ivanovna Milioukova (en russe : Антонина Ивановна Милюкова) est née le 23 juin 1848 (5 juillet dans le calendrier grégorien) dans la propriété familiale dans la région de Kline (gouvernement de Moscou, Empire russe). Elle est morte le 16 février 1917 (1er mars dans le calendrier grégorien) à l'hôpital psychiatrique d'Oudelnaïa, à Saint-Pétersbourg. Antonina Milioukova était l'épouse du compositeur russe Piotr Ilitch Tchaïkovski (mariage en 1877).

## Biographie
Antonina Milioukova est issue d'une famille de la petite noblesse russe. Elle est le cinquième enfant d’Olga et Ivan Milioukov. Sa mère, Olga Milioukova, a quitté son mari, Ivan Milioukov, en laissant ses quatre enfants. Elle n'a pris avec elle que sa petite fille Antonina.
Ancienne élève de Tchaïkovski, elle lui avait adressé, comme elle l’avait déjà fait à des banquiers, des généraux, des artistes en vogue et même des membres de la famille impériale, une longue lettre enflammée dans le style de Tatiana dans Eugène Onéguine, et celui-ci s’était cru obligé de répondre. En septembre 1877, peu après son mariage avec ce dernier, il a fait une tentative de suicide dont, selon de nombreux auteurs, parmi lesquels Nikolaï Kachkine, la cause pourrait bien se trouver dans ce mariage.
Le mariage, qui pour Tchaïkovski était un « mariage de convenance », est resté un mariage blanc (non consommé), selon les mémoires d'Antonina Milioukova et le film de Kirill Serebrennikov.

### Filmographie
- En 1971, le réalisateur britannique Ken Russell porte à l'écran la vie de Piotr Ilitch Tchaïkovski, incarné par Richard Chamberlain, dans La Symphonie pathétique et confie le rôle d'Antonina Milioukova à Glenda Jackson.
- En 2022, le metteur en scène russe Kirill Serebrennikov tire également un film sur la vie du compositeur et de son épouse, La Femme de Tchaïkovski, avec Aliona Mikhaïlova dans le rôle-titre.

## Liens